# RM-70
RM-70 (cz. raketomet vzor 1970) – wieloprowadnicowa wyrzutnia rakietowa opracowana w wersji RM-70 w Czechosłowacji jako cięższa i lepiej wykonana wersja wyrzutni BM-21 Grad. Jest produkowana od 1972 roku do chwili obecnej.
W pierwszej połowie lat osiemdziesiątych wyrzutnię zmodernizowano do wersji RM-70/85. Obecnie obie wersje broni znajdują się w uzbrojeniu wojsk państw byłego Układu Warszawskiego oraz Grecji, Libii, Turcji i Zimbabwe. Zmodernizowaną wyrzutnię RM-70 wz.1970/1985 wprowadzono do jednostek artyleryjskich Wojska Polskiego w 1986 roku. Obecnie broń jest produkowana w kooperacji przez czeskie zakłady Tatra (podwozie) i słowacką firmę ZTS Dubnica (część artyleryjska).

## Opis konstrukcji
Wyrzutnia RM-70/85 jest przeznaczona do ostrzeliwania celów powierzchniowych, niszczenia i obezwładniania siły żywej oraz środków ogniowych w rejonach ześrodkowania wojsk. Umożliwia prowadzenie ognia pojedynczego lub salwami o regulowanej liczbie pocisków - zarówno z kabiny pojazdu, jak i za pomocą odpalarki wynośnej, z odległości do 60 m od wyrzutni. Pociski są odpalane elektrycznie w cyklu ręcznym lub automatycznym (co 0,5 s). Naprowadzanie prowadnic w obu płaszczyznach jest elektryczne lub ręczne (awaryjne). 
W RM-70 zastąpiono sześciokołowe podwozie Ural-375D (z radzieckiej polowej wyrzutni rakietowej BM-21) ośmiokołowym Tatra 813 (8x8) z opancerzoną kabiną kierowcy, na którym zamontowano 40-prowadnicową wyrzutnię rakiet (z BM-21) oraz zmechanizowany układ zasilania pociskami. Dzięki nowemu podwoziu zwiększyła się przestrzeń pojazdu, dzięki czemu możliwe stało się przewożenie dodatkowych 40 rakiet. W RM-70/85 zastosowano podwozie samochodu Tatra 815 VPR29 (8x8). 
Prowadnice, rozmieszczone w czterech rzędach po dziesięć, tworzą prostopadłościenny pakiet, który wraz z kołyską zainstalowano wahadłowo w łożu. Łoże z kolei osadzono obrotowo na mocowanej do ramy pojazdu podstawie. Przewód każdej prowadnicy ma na swojej długości bruzdę (według linii śrubowej), z którą współpracuje występ prowadzący pocisku, podczas jego ruchu w prowadnicy, dzięki której pocisk uzyskuje niewielką prędkość kątową, zapewniającą mu stabilizację na torze lotu. Każda prowadnica ma rygiel ustalający położenie pocisku po załadowaniu, który zapobiega wypadnięciu pocisku z wyrzutni oraz uniemożliwia jego przemieszczanie w prowadnicy do chwili osiągnięcia przez silnik rakietowy niezbędnego do startu ciągu. Z lewej strony wyrzutni (na odchylnym wsporniku) umieszczono pulpit sterowania napędami naprowadzania prowadnic oraz przyrządy celownicze (celownik mechaniczny i kątomierz działowy o powiększeniu 4x i kącie widzenia 10°). 
Zmechanizowany układ zasilania amunicją (o pojemności 40 pocisków) usytuowano między kabiną kierowcy a prowadnicami. Umożliwia on przewożenie dodatkowych pocisków M-21OF i załadowanie ich (w cyklu automatycznym lub ręcznym) do prowadnic bezpośrednio po odpaleniu pierwszej salwy. Układ zasilania jest uruchamiany z kabiny samochodu. Po wystrzeleniu drugiej salwy prowadnice i układ zasilania są ładowane z wozów amunicyjnych ręcznie. Ponieważ wyloty prowadnic usytuowano na wysokości kabiny pojazdu, sektor ostrzału w płaszczyźnie poziomej dla małych kątów podniesienia jest ograniczony ze względów bezpieczeństwa.
Wyposażenie dodatkowe wyrzutni RM-70/85 stanowią: lemiesz spycharkowy BZT-815, wyciągarka, układ pompowania kół, umożliwiający regulowanie ciśnienia w kołach podczas pokonywania trudnego terenu, radiostacja R-108M i urządzenie filtrowentylacyjne.
Do strzelania stosuje się rakietowe pociski odłamkowo-burzące M-21OF (takie same jak w BM-21) o masie 66 kg i długości 2870 mm, jak również lokalnie produkowane odmiany. Przewozi się je samochodem amunicyjnym Ził-157 lub Star, na którym są ustawione dwa regały na 40 pocisków.

## Warianty
- RM-70 - wersja podstawowa; jako następca wyrzutni RM-51 osiągając gotowość operacyjną w 1972 roku. Pierwotnie zestawy sprzedawano do NRD. Po upadku ZSRR i podziale Czechosłowacji wyrzutnie eksportowano do wielu krajów w Afryce, Ameryce, Azji i Europie.
- RM-70/85 - wersja z nieopancerzoną kabiną, oparta na podwoziu Tatra 815 z silnikiem T3-930-51 o mocy 265hp; czasami jest nazywana RM-70M
- RM-70/85M - zmodyfikowana RM-70/85 z nowym systemem kontroli ognia i wyposażeniem nawigacyjnym, może używać rakiet o zasięgu do 36 km; użytkowana przez Słowację
- RM-70/85 Modular – niemiecko-słowacka modernizacja wyrzutni w celu dostosowania jej do standardów NATO; może być wyposażona w 28-prowadnicową wyrzutnię rakiet 122 mm lub 6-prowadnicową wyrzutnię rakiet 227 mm, takich jak w M270 MLRS. Modernizowane dla armii Słowacji od 2003 roku[2]
- Vz.92 "Križan" VMZ - pojazd inżynieryjny z lekko opancerzona kabiną; funkcjonuje w różnych konfiguracjach
- LRSV-122 M-96 "Tajfun" – chorwacka modyfikacja wyposażona w 32-prowadnicową wyrzutnię rakiet, nieposiadająca opancerzonej kabiny; wyrzutnia i zapas rakiet są osłonięte składanymi markizami maskującymi; masa zestawu wynosi 23.5 tony; zbudowano bardzo niewiele egzemplarzy

## Użytkownicy
- Angola - 58
- Czechy - 60,
- Ekwador - 8

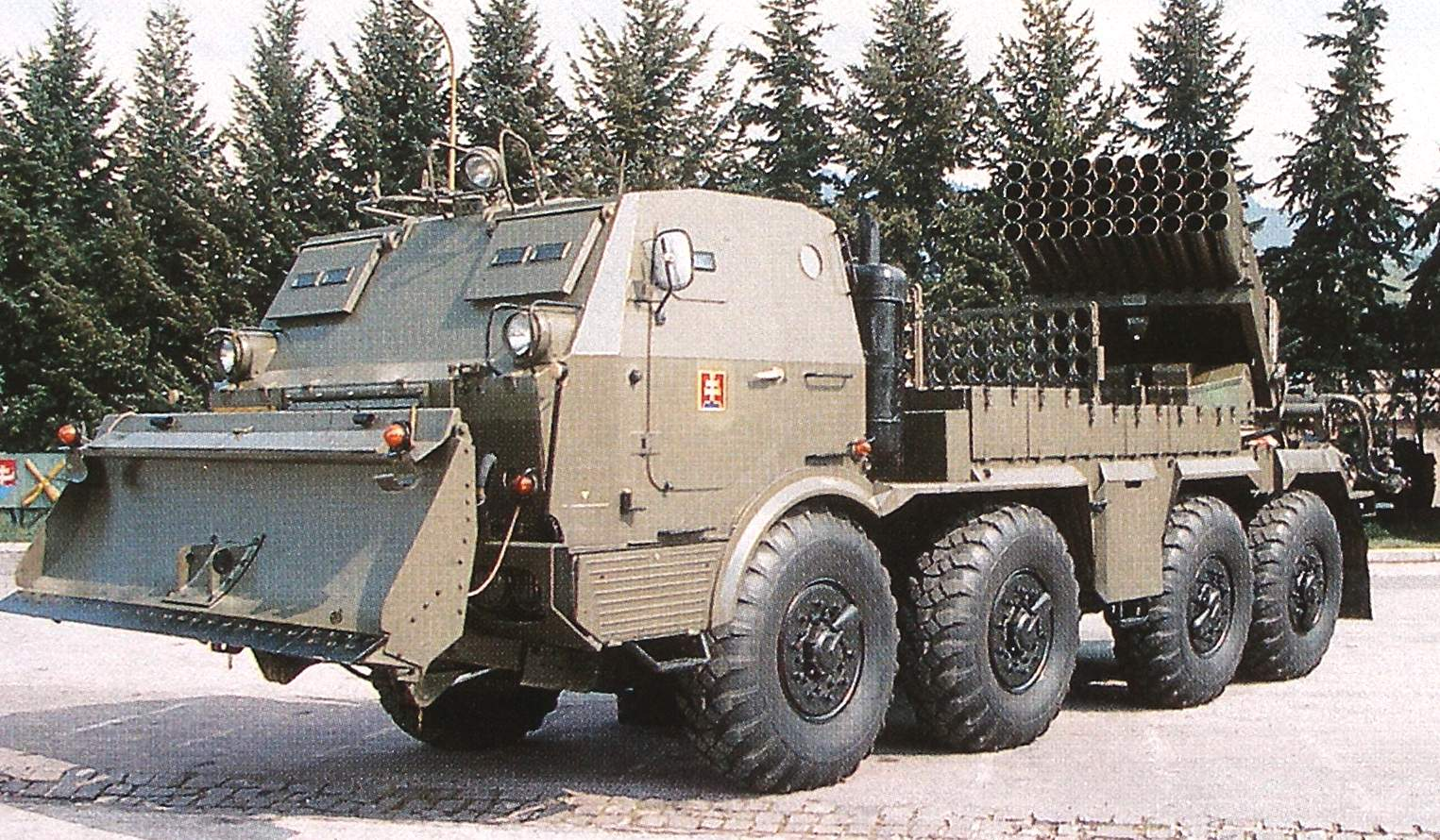
Słowacka wyrzutnia RM-70

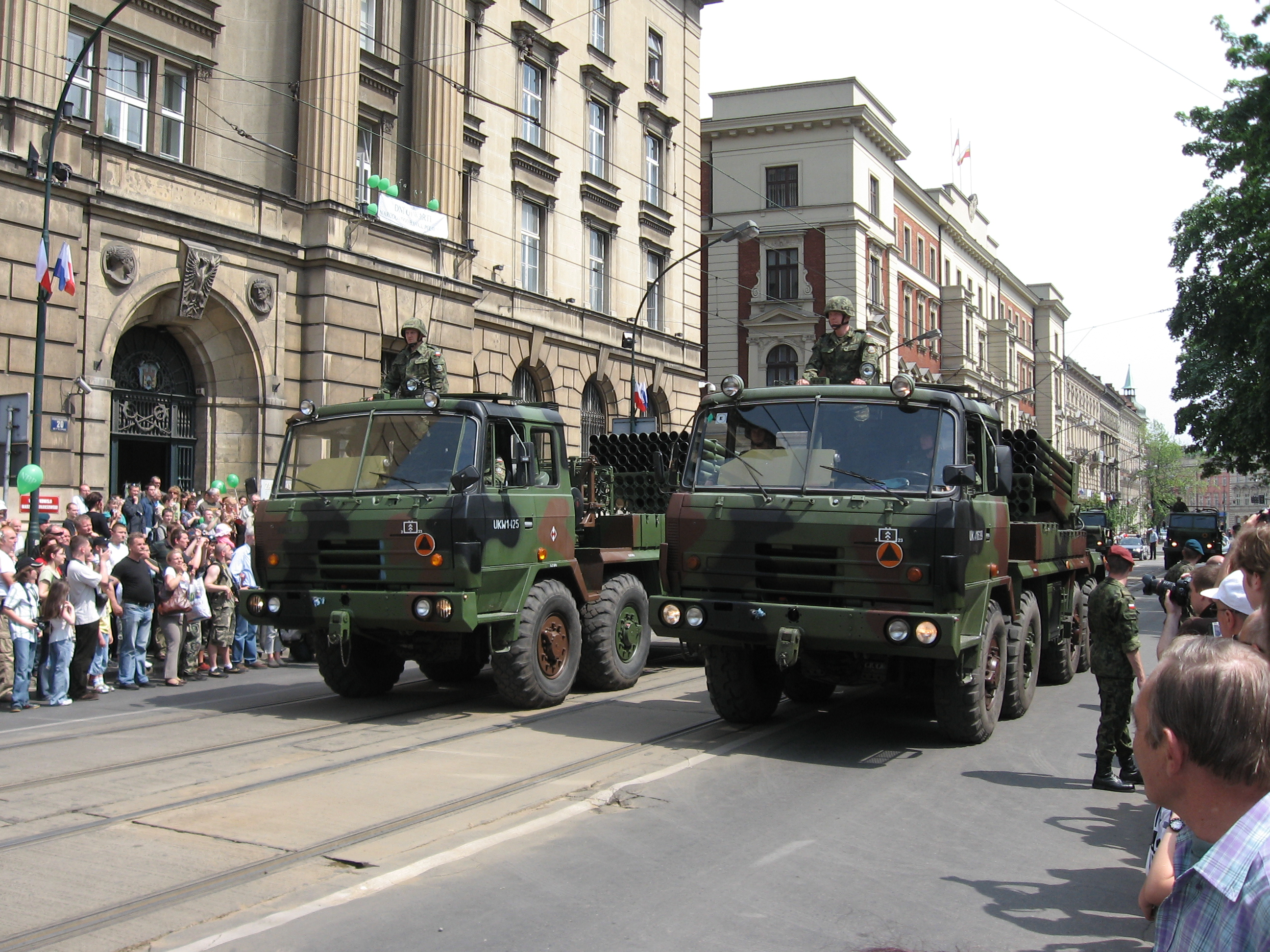
Polskie wyrzutnie RM-70/85

- Finlandia - 36 RM-70/85, znane pod nazwą 122 RakH 89
- Gruzja - 48
- Grecja - 116
- Indonezja - 192
- NRD - 265 w wersjach RM-70 i RM-70M, po upadku NRD sprzedane do Grecji
- Polska - 29[3] RM-70/85
- Rwanda - 5
- Słowacja - 87 RM-70/85
- Sri Lanka - około 30 RM-70 i RM-70M
- Uganda - nieznana liczba
- Ukraina - przynajmniej 20 sztuk[4]
- Urugwaj - 4
- Zimbabwe - 52 RM-70/85

Jeżeli nie podano inaczej, liczby oznaczają liczbę sztuk podstawowej wersji RM-70.